# 1986 en Irlande
Chronologie de l'Irlande
- 1982
- 1983
- 1984
- 1985
- 1986
- 1987
- 1988
- 1989
- 1990

Cette page concerne l'année 1986 du calendrier grégorien.

## Événements

### Politique
- Président: Patrick Hillery
- Taoiseach: Garret FitzGerald (FG)
- Tánaiste: Dick Spring (Lab)
- Ministre des Finances:
  - Alan Dukes (FG) (jusqu'au 14 février 1986)
  - John Bruton (FG) (fà partir du 14 février 1986)
- Chief Justice: Thomas Finlay
- Dáil: 24e
- Seanad: 17e

### Sport
- Victoire des Shamrock Rovers dans le championnat d'Irlande de football 1985-1986
- L'équipe nationale irlandaise échoue à se qualifier pour la coupe du monde de football 1986
- Kerry GAA remporte son 30e All Ireland de football gaélique
- Cork GAA remporte son 26e All Ireland de hurling

## Naissances
- 2 juillet : Katie Taylor, championne olympique de boxe anglaise

## Décès
- 4 janvier : Phil Lynott (né en 1949)